# Nofollow
nofollow ist eine Anweisung innerhalb des HTML-Codes, welche Suchmaschinen anweist, Verweise auf andere Seiten nicht in die Berechnung deren Linkpopularität einzubeziehen. Die nofollow-Anweisung kann auf zwei Arten verwendet werden:
- zum einen als Mikroformat[1] (in voller HTML-Notation rel="nofollow") innerhalb von Hyperlinks
- zum anderen als Meta-Tag innerhalb des Seitenkopfs eines Dokumentes.

Nicht alle Suchmaschinen beachten diese Anweisungen.
Der bewusste Verzicht auf nofollow wird im Suchmaschinenmarketing mit den Begriffen Dofollow oder „Follow-Link“ beworben. 

## Syntax

### Hyperlink
Ein normaler Hyperlink, zum Beispiel auf die Seite example.com, wird im HTML-Quelltext wie folgt ausgezeichnet:
```
<
a
 
href
=
"http://example.com/"
>
Beispiel
</
a
>

```

Wenn der Wert nofollow für das rel-Attribut (von engl. relationship: Beziehung, Verwandtschaft) eingesetzt werden soll, wird der Hyperlink folgendermaßen ergänzt:
```
<
a
 
href
=
"http://example.com/"
 
rel
=
"nofollow"
>
Beispiel
</
a
>

```

Mit dieser Methode können einzelne Links individuell markiert werden.

### Meta-Tag
```
<
meta
 
name
=
"robots"
 
content
=
"nofollow"
 
/>

```

nofollow stellt eine Ergänzung zum sogenannten Meta-Tag robots dar, das ebenfalls einen Wert nofollow beinhalten kann. Dieser wirkt sich auf alle Links einer Webseite aus.

## Ursprung, Funktion und Wirkung
Der Wert nofollow für das rel-Attribut wurde 2005 von Google eingeführt und nahezu gleichzeitig von allen großen Suchmaschinen (Yahoo, MSN) übernommen. Die Angabe soll dazu dienen, die Auswirkungen von Spam zu vermeiden.
Viele Spammer versuchen, durch häufige Platzierung von Links auf die von ihnen beworbenen Webseiten ihre Linkpopularität beziehungsweise ihren PageRank-Wert zu erhöhen und dadurch die Position ihrer Website innerhalb der Suchergebnisse bei Suchmaschinen zu verbessern (Suchmaschinen-Spamming). Da derartige Links unerwünscht sind, wird an vielen Orten, an denen Besucher eigenständig Links hinzufügen können (etwa Kommentare in Blogs), zu allen Links automatisch das rel="nofollow"-Attribut hinzugefügt. Die so markierten Links werden von den Suchmaschinen dann nicht zur Berechnung der Linkpopularität herangezogen, ein Missbrauch wird somit ausgeschlossen.

### Weitere Einsatzgebiete
Der Einsatz von nofollow kann neben der Markierung von mutmaßlichem Link-Spam auch in anderen Fällen sinnvoll sein, bei denen die Linkverfolgung durch Suchmaschinenroboter unerwünscht ist und nur unnötigen Datenverkehr verursachen würde. Beispiele sind Links, die zu Druckansichten führen oder Bewertungs- und andere Feedback-Funktionen auslösen. Allerdings sind die Verhaltensweisen der Suchmaschinen in Bezug auf rel="nofollow" unterschiedlich und einige folgen auch Links mit dem Attribut.

## Standardisierung
Der Wert nofollow ist eine nicht standardisierte Erweiterung des rel-Attributs. Die Erweiterung um vom Autor definierte Werte ist allerdings in HTML 4.01 und damit auch XHTML 1.0 zulässig. Das Meta-Tag robots ist dagegen im Robots Exclusion Standard definiert.

## Kritik
Kritiker der nofollow-Links bemängeln, dass durch die nofollows das Bewertungsergebnis der Suchmaschinen verändert wird. Sie sehen dies als Verzerrung an, die zum Verlust von Aussagekraft führe. Die Argumentation, es sei nicht Aufgabe einzelner Webpräsenzen, die Qualität von Suchmaschinen-Bewertungssystemen zu fördern oder sicherzustellen, wird sowohl von Kritikern als auch Befürwortern vorgebracht. Kritiker vertreten die Ansicht, der Website-Betreiber sei nicht dafür zuständig, den Suchmaschinen die Mühe der Unterscheidung zwischen potentiellen Spam- und erwünschten Links abzunehmen. Befürworter nutzen dasselbe Argument und erklären, dass sie es nicht als ihre Aufgabe ansehen, den Suchmaschinen als Quelle zur Berechnung der Platzierung fremder Webseiten zu dienen.
In welcher Weise die bekannten Suchmaschinen der Angabe folgen, ist Anlass zu Spekulationen, da sie keine wirksame Sperre, sondern praktisch nur eine Empfehlung darstellt. Insbesondere kann damit die Indexierung des Linkziels nicht wirksam ausgeschlossen werden.